# Allan McEachern
Allan McEachern (n. 20 mai 1926 – d. 10 ianuarie 2008) a fost cancelarul Universității din Columbia Britanică.